# Departamento de Salud Pública de California

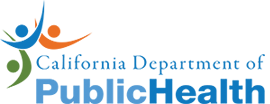
Logotipo del Departamento de Salud Pública de California

El Departamento de Salud Pública o el California Department of Public Health (CDPH) es la agencia estatal responsable de la salud pública en California. Es una subdivisión de la Agencia de Salud y Servicios Humanos de California.

## Programa Médico de Mariguana
La agencia opera el Programa Médico de Mariguana, ejecutado junto con la Proposición de California 215, la Ley Uso Compasivo de 1996, y la Ley al Senado de California 420.